# Богданово Первое
Богданово Первое (укр. Богданове Перше) — село, относится к Захарьевскому району Одесской области Украины.
Население по переписи 2001 года составляло 33 человека. Почтовый индекс — 66744. Телефонный код — 4860. Занимает площадь 0,64 км². Код КОАТУУ — 5125280903.

## Местный совет
66744, Одесская обл., Захарьевский р-н, с. Войничево